# Tomáš Zápotočný
Tomáš Zápotočný (* 13. září 1980 Příbram) je český fotbalový trenér a bývalý profesionální fotbalista, který hrával na pozici středního obránce. Svou hráčskou kariéru ukončil v létě 2018 v Příbrami. Mezi lety 2006 a 2007 odehrál také 4 utkání v dresu české reprezentace.
Mimo Českou republiku působil na klubové úrovni v Itálii a Turecku. Příbramský odchovanec se pyšní kariérou ověnčenou ziskem 4 mistrovských titulů v Liberci (2006), Spartě (2014), ale také na tureckých štacích v Besiktasi Istanbul (2009) a Bursasporu (2010).
Po ukončení své hráčské kariéry působil jako trenér v Příbrami. V roce 2022 se stal spolu s Markem Niklem trenérem Českých Budějovic, kde skončil v prosinci 2023. 

## Klubová kariéra

### Začátky v Česku
Zápotočný působil v ČR v klubech FK Marila Příbram, ZD Milín, 1. FK Drnovice a FC Slovan Liberec.

### První zahraniční angažmá
V roce 2006 odešel na své první zahraniční angažmá do Itálie do týmu Udinese Calcio. Poté hrál v Turecku v mužstvech Beşiktaş JK a Bursaspor.

### Sparta Praha
V lednu 2011 přestoupil z Beşiktaşe do pražské Sparty.
V základní skupině I Evropské ligy 2012/13 byla Sparta Praha přilosována k týmům Olympique Lyon (Francie), Hapoel Ironi Kirjat Šmona (Izrael) a Athletic Bilbao (Španělsko). V prvním utkání Sparty 20. září 2012 proti domácímu Lyonu nenastoupil (hrál Vlastimil Vidlička), pražský klub podlehl soupeři 1:2. 4. října 2012 již nastoupil a vstřelil v Evropské lize 2012/13 první gól Sparty (ve 26. minutě) proti španělskému Athleticu Bilbao, finalistovi soutěže z minulého ročníku 2011/12. Zápotočný vystřelil ze střední vzdálenosti a míč si brankář Irazioz srazil do sítě. Domácí Sparta Praha zvítězila 3:1 a připsala si první 3 body do tabulky základní skupiny I. 25. října 2012 odehrál celý zápas na domácím hřišti s izraelským týmem Ironi Kirjat Šmona, pražský klub vyhrál 3:1 a upevnil si s 6 body druhou příčku za vedoucím Lyonem. 8. listopadu v odvetě s Ironi Kirjat Šmonou v Izraeli (hrálo se na stadionu v Haifě) nastoupil v základní sestavě a byl u remízy 1:1. 22. listopadu nastoupil do domácího zápasu s Lyonem, který skončil remízou 1:1. Tento výsledek posunul Spartu Praha již před posledními zápasy základní skupiny do jarní vyřazovací části Evropské ligy z druhého místa (první místo si zároveň zajistil Lyon). Zápotočný dostal v utkání žlutou kartu. Poslední zápas základní skupiny I proti Bilbau absolvoval 6. prosince 2012, díky remíze 0:0 pražský celek získal ve skupině celkem 9 bodů.
Do jarního šestnáctifinále byl Spartě přilosován anglický velkoklub Chelsea FC, Tomáš Zápotočný nastoupil 14. února 2013 v Praze v základní sestavě, pražský klub podlehl doma soupeři 0:1 gólem mladého brazilského fotbalisty Oscara. O týden později se představil v odvetě na Stamford Bridge, Sparta vedla 1:0, ale naději na prodloužení nakonec neudržela, ve druhé minutě nastaveného času inkasovala vyrovnávací gól na 1:1 z kopačky Edena Hazarda a z Evropské ligy vypadla.
Vydařený ligový zápas absolvoval 24. února 2013 proti hostujícímu Slovácku, jedním gólem se podílel na výhře Sparty 4:0. 10. března se v 19. ligovém kole podílel gólem v závěru utkání na remíze 2:2 s Jabloncem.
V sezoně 2013/14 získala Sparta Praha ligový titul, Tomáš Zápotočný nastoupil během ní za pražský klub v závěru ligového utkání 10. srpna 2013 proti Bohemians 1905 (výhra 2:1).

### Příbram (návrat)
V září 2013 přestoupil ze Sparty do 1. FK Příbram, kde již v minulosti působil. Debutoval 14. září 2013 proti domácímu Slovácku, nastoupil na postu středního obránce, Příbram remizovala 1:1. Vydařený zápas absolvoval 20. října 2013 proti Olomouci, vstřelil své první ligové branky v dresu Příbrami. Dvěma góly se podílel na výhře 3:2, první dal z pokutového kopu.

### Baník Ostrava
V létě 2016 přestoupil z Příbrami do druholigového FC Baník Ostrava, podepsal smlouvu na jeden rok. S týmem zažil v sezóně 2016/17 postup do české nejvyšší ligy. V červenci 2017 po výrazné prohře 2:5 v přípravě s druholigovým klubem FK Fotbal Třinec v Baníku skončil.

### Příbram (druhý návrat)
Poté se koncem července 2017 dohodl na návratu do 1. FK Příbram, kde nahradil v obraně Martina Jiránka, který odešel do Dukly Praha. Zápotočný ukončil svou profesionální kariéru v červnu 2018. Na začátku letní přípravy ligového nováčka se přesunul do pozice asistenta trenéra Josefa Csaplára. Příbram o tom informovala na svém webu.

## Reprezentační kariéra
V A-mužstvu ČR debutoval 16. 8. 2006 v přátelském zápase v Uherském Hradišti proti reprezentaci Srbska (prohra 1:3). Celkem odehrál v letech 2006–2007 za český národní tým 4 zápasy, branku nevstřelil.

### Reprezentační zápasy
Zápasy Tomáše Zápotočného v A-týmu české reprezentace
| Rok    | Zápasy | Góly |
| ------ | ------ | ---- |
| 2006   | 3      | 0    |
| 2007   | 1      | 0    |
| Celkem | 4      | 0    |

## Trenérská kariéra
V červnu 2018, na začátku letní přípravy ligového nováčka, se Zápotočný přesunul do pozice asistenta trenéra Josefa Csaplára. Příbram o tom informovala na svém webu.
V únoru 2019 se přesunul do pozice manažera české reprezentace do 21 let, bývalý reprezentant ve funkci vystřídal Libora Sionka, který se od jednadvacítky přesunul k A týmu. Zápotočný ve FAČR působil až do dubna 2021.
V srpnu 2020 se vrátil do Příbrami, kdy se stal trenérem B-týmu. V listopadu 2021 se přesunul do A-týmu, kde nahradil trenéra Jozefa Valachoviče. Jeho asistentem se stal dalšího příbramský odchovanec Miroslav Slepička. V lednu 2022 se k němu přidal Marek Nikl. Oba vytvořili rovnocennou trenérskou dvojici.
V listopadu 2022 se stal spolu s Markem Niklem trenérem Českých Budějovic, na lavičce nahradili dočasné kouče Jiřího Lercha a Jiřího Kladrubského. Na konci listopadu 2023, po sérii špatných výsledků, skončil v Českých Budějovicích kouč Marek Nikl, vedení klubu se rozhodlo, že mužstvo povede nadále už jen Zápotočný. O tři týdny později na svou vlastní žádost klub opustil i Zápotočný.
V červnu 2024 byl jmenován do role hlavního trenéra SFC Opava. Po osmi nevyhraných zápasech v řadě byl 15. března 2025 z Opavy odvolán.